# Country rap
El country-rap és una fusió de la música country i la música rap. Se li coneix per diversos noms, com  "hick hop," "hill hop," "hip hopry," i "country hip hop". Cowboy Troy és l'artista de country-rap més popular. L'èxit "Loser" (1994) del músic alternatiu Beck, és un exemple popular d'aquesta fusió. Bubba Sparxxx és un dels rapers més coneguts amb influències del country (especialment des el seu segon àlbum, Deliverance), a més de Buck 65, Kid rock o Yelawolf, encara que aquests dos últims se'ls podria catalogar més d'artistes de country influenciats del rap-rock.